# Foetorepus kamoharai
Foetorepus kamoharai là một loài cá biển thuộc chi Foetorepus trong họ Cá đàn lia. Loài này được mô tả lần đầu tiên vào năm 1983.

## Phân bố và môi trường sống
F. kamoharai có phạm vi phân bố ở Tây Bắc Thái Bình Dương. Loài cá này được tìm thấy ở ngoài khơi tỉnh Kochi, Nhật Bản. Chúng sống ở vùng nước khá sâu.

## Mô tả
Chiều dài cơ thể tối đa được ghi nhận ở F. kamoharai là 14 cm.
Số gai ở vây lưng: 4; Số tia vây mềm ở vây lưng: 9; Số gai ở vây hậu môn: 0; Số tia vây mềm ở vây hậu môn: 7; Số gai ở vây bụng: 1; Số tia vây mềm ở vây bụng: 5.